# Michael Rittermann
Michael Rittermann (* 30. Juni 1910 in Möllersdorf; † 8. August 1989 in London) war ein österreichischer Schauspieler, der später die britische Staatsangehörigkeit annahm. 

## Leben
Michael Rittermann erhielt seine Schauspielausbildung in Wien und hatte erste Engagements in Berlin. 1933 emigrierte er zunächst in die Tschechoslowakei, 1938 gelangte er mit gefälschten Papieren in die Schweiz. Von dort aus emigrierte Rittermann erneut, diesmal mit einer Quäkergruppe nach Großbritannien. Aus Furcht vor Sabotage oder Spionage wurde er 1940 im australischen Camp Tatura interniert. Hier war er künstlerisch tätig, unter anderem in Kabarettvorstellungen oder als Gretchen in einigen Szenen aus Goethes Faust 1. Später kehrte er nach Großbritannien zurück, kämpfte im 2. Weltkrieg für die Briten und nahm deren Staatsangehörigkeit an.
Ab 1946 arbeitete Rittermann als Sprecher in der deutschen Abteilung der BBC. Daneben wirkte er nicht nur in zahlreichen Hörspielen mit, er spielte auch Theater und war in Film- und Fernsehproduktionen zu sehen. 1951 heiratete er die ebenfalls exilierte Schauspielerin und Kabarettistin Ilse Bois. 1966 kam er nach Deutschland und spielte als Gast am Staatstheater Braunschweig, in der Spielzeit 1967/68 am Deutschen Theater Göttingen. Ab 1968 verlegte Rittermann seinen Lebensmittelpunkt in die Schweiz und gehörte bis 1978 dem Ensemble der Basler Theater an. Danach wechselte er an das Schauspielhaus Zürich, wo er bis 1985 auf der Bühne stand. Zuletzt spielte er in der Saison 1987/88 bei einer Tournee des Basler Scala-Theaters.
Unter Regisseuren wie Hans Bauer, Hans Hollmann oder Werner Düggelin spielte Rittermann in Basel unter anderem den Professor Serebrjakow in Onkel Wanja von Anton Tschechow, den Doktor in Georg Büchners Drama Woyzeck, er war 1974 der Nörgler in Die letzten Tage der Menschheit von Karl Kraus und Freiherr von Stetten in der Komödie Zur schönen Aussicht von Ödön von Horváth. In Zürich konnte ihn das Publikum als Nestor in Troilus und Cressida von William Shakespeare oder als Pater Jonathan in der deutschsprachigen Erstaufführung von Esther Vilars Die amerikanische Päpstin sehen.
Sporadisch wirkte Rittermann auch in deutschsprachigen Filmen und Fernsehspielen vor der Kamera, so 1959 in dem ersten Durbridge-Mehrteiler Der Andere oder dem Schweizer Spielfilm Konfrontation über die Ermordung Wilhelm Gustloffs durch David Frankfurter im Jahr 1936, in dem er als Rabbi Frankfurter zu sehen war. 
1989 schied Michael Rittermann im Alten von 79 Jahren in London durch Suizid freiwillig aus dem Leben.

## Filmografie (Auswahl)
- 1950: Lebensgefährlich
- 1956: Der eiserne Unterrock
- 1957: Seeabenteuer – The Aztec Treasure
- 1959: Der Andere
- 1962: Die letzte Fahrt von U 153
- 1962: Simon Templar – The Loaded Tourist
- 1963: Simon Templar – The Romantic Matron
- 1965: Der Spion, der aus der Kälte kam
- 1969: Ich bin der nicht Eiffelturm
- 1974: Konfrontation
- 1983: Glut

## Hörspiele (Auswahl)
- 1949: Thomas Stearns Eliot: Mord im Dom – Regie: Hans Buxbaum – Deutscher Dienst der BBC
- 1963: Hans Flesch: Die Stuarts – Regie: Walter Hertner – BR
- 1971: Heinrich Henkel: Eisenwichser – Regie: Leonhard Paulmichl – Hörspielbearbeitung – ORF
- 1983: Max Frisch: Blaubart (Bezirksrichter) – Regie: Mario Hindermann – Hörspielbearbeitung – DRS/ORF